# Niklaus von Diesbach

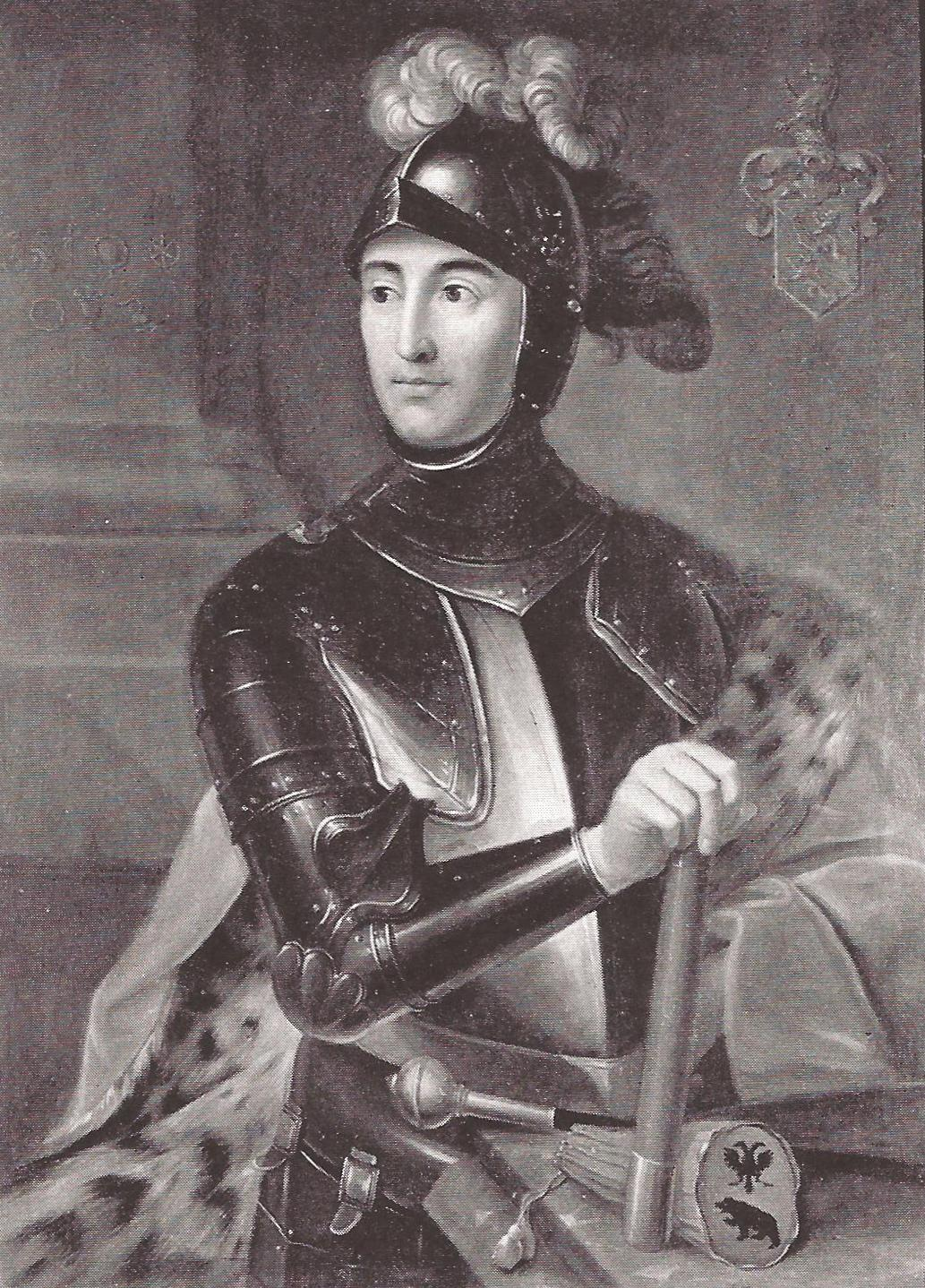
Niklaus von Diesbach (Idealbildnis, 18. Jh.)

Niklaus von Diesbach (* 1430; † 7. August 1475 in Porrentruy) war Schultheiss der Stadt Bern.

## Leben
Niklaus von Diesbach war der Sohn des Loy von Diesbach, der durch Heirat mit Klara von Büren Herr zu Signau geworden war. Er heiratete in erster Ehe 1449 Anna von Rüssegg von Luzern und in zweiter Ehe 1467 Barbara von Scharnachtal, Tochter des Kaspar von Scharnachtal. Diesbach absolvierte ab 1439 in Basel bei Wernlin von Kilchen, Vorsteher der Halbisen-Gesellschaft, eine kaufmännische Ausbildung. Anschliessend stieg er in die Diesbach-Watt-Gesellschaft ein und begab sich auf mehrere Reisen, darunter auch nach Barcelona.
1450 gelangte er in den Grossen Rat der Stadt Bern, 1452 bereits in den Kleinen Rat, in den Jahren 1465 bis 1466 und 1474 bis 1475 war er Schultheiss von Bern. Während des Waldshuterkrieges 1468 war er einer der Hauptleute der Berner Truppen. Gemeinsam mit seinem Vetter Wilhelm von Diesbach unternahm er eine Pilgerfahrt nach Jerusalem und dem Sinai, wo beide zu Rittern des Katharinenklosters geschlagen wurden.
Im Jahr 1469 gelang es ihm, die letzten fehlenden Anteile der Herrschaften Diessbach und Worb der Geschlechter von Kilchen und Bogkess an sich zu bringen. Im Twingherrenstreit kämpfte er mit seinem späteren Gegner Adrian I. von Bubenberg um herrschaftliche Rechte.

## Fussnoten
1. ↑  Ritterorden zum brennenden Busch.

| Vorgänger                 | Amt                                       | Nachfolger           |
| ------------------------- | ----------------------------------------- | -------------------- |
| Niklaus von Scharnachthal | Schultheiss von Bern Ostern 1465 bis 1475 | Adrian von Bubenberg |

| Personendaten    | Personendaten         |
| ---------------- | --------------------- |
| NAME             | Diesbach, Niklaus von |
| KURZBESCHREIBUNG | Schultheiss von Bern  |
| GEBURTSDATUM     | 1430                  |
| STERBEDATUM      | 7. August 1475        |
| STERBEORT        | Porrentruy            |